# Linea Gyeongui-Jungang
La linea Gyeongui-Jungang del sistema ferroviario suburbano di Seul (수도권 전철 경의중앙선 - 首都圈 電鐵 京義中央線, Sudogwon jeoncheol Gyeongui-Jungang-seon) è un servizio ferroviario metropolitano che dal 27 dicembre 2014 attraversa da ovest a est il centro di Seul, unendo le periferie occidentali con quelle orientali.

## Storia
- 27 dicembre 2014: apertura della linea Yongsan fra Yongsan e Gongdeok, e avvio del servizio diretto fra le linee Gyeongui e Jungang.
- giugno 2015: apertura prevista della stazione di Hyochang
- ottobre 2015: apertura prevista della stazione di Yadang
- 28 marzo 2020: inaugurazione dell'elettrificazione e del nuovo servizio navetta di 3,7 km tra Musan e Imjingang.

## Servizi

### Servizio locale fra Munsan e Yongmun
Grazie all'apertura della linea Yongsan, che unisce la stazione di Gongdeok con quella di Yongsan, è stato possibile avviare i collegamenti diretti dei treni sulle linee Gyeongui e Jungang, permettendo quindi di viaggiare fra Munsan e Yongmun senza alcun cambio. Le infrastrutture ferroviarie complessivamente utilizzate sono quindi, la Gyeongui, la Yongsan, la Gyeongwon e la linea Jungang.
Per quanto riguarda le relazioni operate, durante l'ora di punta tutti i treni fermano in tutte le fermate fra Munsan e Yongmun, mentre nelle fasce di morbida, circa la metà dei treni termina alla stazione di Deokso, sulla linea Jungang.
Alcuni treni inoltre partono/terminano dalle stazioni di Ilsan, Neunggok, Susaek, Yongsan, Cheongnyangni, Deokso e Paldang.

### Servizio espresso
Durante la fase progettuale della linea, si prevedeva di far circolare, oltre ai treni locali, fermanti in tutte le stazioni, anche treni espressi per tutte le ore del giorno, per permettere di attraversare velocemente la città. Tuttavia, dopo la decisione di portare tutti i treni da 6 a 8 carrozze, e a causa del ritardo nella consegna di alcuni nuovi treni, nella fase iniziale il servizio espresso sarà garantito nelle fasce pendolari della mattina e della sera, e con una rottura di carico presso Yongsan (il servizio espresso sarà attivo sulle relazioni Munsa-Yongsan/Seul, Yangpyeong-Yongsan, Ilsan-Deokso).

#### Espresso Gyeongui
Questi treni effettuano servizio espresso all'interno delle linee Gyeongui e Yongsan, fermando nelle seguenti stazioni: Munsan, Geumcho, Geumneung, Unjeong, Tanhyeon, Ilsan, Baengma, Daegok, Haengsin, Digital Media City, Hongdae-ipgu, Gongdeok e Yongsan, e quindi in tutte le stazioni fino al capolinea di Yongmun (alcuni treni sono limitati a stazioni precedenti).

#### Espresso Jungang
I treni espressi della linea Jungang sorrispondono al precedente servizio espresso della linea Jungang, con l'estensione del servizio fino al capolinea di Yongmun e una frequenza aumentata. I treni hanno origine dalla stazione di Munsan (o altre lungo la linea Gyeongui), e fermano in tutte le stazioni fino a Yongsan, quindi a: Ichon, Oksu, Wangsimni, Cheongnyangni, Hoegi, Sangbong, Guri, Donong, Deokso, Dosim, Yangsu, Yangpyeong e Yongmun.

### Servizi per Seul centrale
La linea Gyeongui offre anche alcuni treni con destinazione Seul centrale anziché Yongsan. 
Oltre ai treni locali, sono presenti due coppie al giorno di servizi espressi che fermano a: Munsan, Geumcho, Unjeong, Ilsan, Baengma, Daegok, Haengsin, Digital Media City, Sinchon e Seul.

## Materiale rotabile
- Korail serie 321000
- Korail serie 331000